# Rolf Klein (Musiker)

Rolf Rocco Klein, 1989

Rolf „Rocco“ Klein (* 19. Februar 1951 in Troisdorf-Sieglar; † 2. Januar 2015 in Bad Breisig), auch bekannt unter dem Künstlernamen Rocco Zodiak, war ein deutscher Gitarrist, Komponist und Produzent. Seine erfolgreichste Zeit hatte er als Gitarrist in der Band von Klaus Lage.

## Leben

### Kindheit und Ausbildung
Aus einer katholischen Familie stammend sang Rolf Klein als Kind im Schulchor und spielte Blockflöte. Mit 11 Jahren bekam er ein Akkordeon und erhielt Unterricht beim Küster der Kirche, er war Messdiener und Pfadfinder. Er absolvierte eine Ausbildung zum Fernmeldemechaniker bei der Post. Seine erste E-Gitarre bekam er mit 14 Jahren. Mit seiner Mutter verbrachte er die Zeit von 1967 bis 1969 in der Schweiz. Klein erhielt Gitarrenunterricht und spielte etwa ein halbes Jahr später in seiner ersten Band „Starkings“, die auf Beatfestivals und bei Wettbewerben auftrat. Während der Zeit in der Schweiz spielte er in einer Bluesband.

### Rock Mac
Nach seiner Rückkehr in die Bonner Region 1969 gründete Klein die Band „Rock Mac“ mit Klaus „Klausel“ Qitschau (Bass) und Rolf Kehlenbach (Schlagzeug). Diese spielte einen für damalige Verhältnisse ungewöhnlichen und durch Improvisation geprägten Stil und Klein begann hier, als Gitarrist zunehmend Aufmerksamkeit zu erwecken. „Rock Mac“ war eine reine Live-Band ohne Studioproduktionen und offizielle Veröffentlichungen. Sie wurde nach zahlreichen Konzerten 1973 aufgelöst.
Den Wunsch, ein Musikstudium aufzunehmen, konnte er nicht verwirklichen. Klein arbeitete danach unter anderem in einem Kölner Musikgeschäft, für dieses arbeitete er als Filialleiter in Duisburg und Düsseldorf.

### Bröselmaschine
Während dieser Zeit lernte er Peter Bursch kennen und wurde 1979 Gitarrist der Band Bröselmaschine. Die Bandmitglieder lebten zusammen in einer Kommune in Duisburg und tourten durch Deutschland. Die hierbei benutzte Anlage war von Procol Harum gekauft worden. An einer Tournee nahm Helge Schneider teil, stieg jedoch während der Tour wieder aus. Die Zusammenarbeit endete 1983.

### Klaus Lage Band
Ende 1983 stieß Klein durch Vermittlung von Martin Engelien zu Klaus Lage. Entgegen seiner Vorliebe für lange Improvisationen waren hier seine Gitarrensoli in 8 oder 16 Takte zu komponieren und zu begrenzen. Dennoch spielte er bis 1988 kommerziell einige Goldene Schallplatten ein. Er war wesentlich beteiligt an erfolgreichen Produktionen und Hits wie etwa Monopoli, 1001 Nacht oder Faust auf Faust für die Schimanski-Produktion Zahn um Zahn mit Götz George.
Zwischenzeitlich hatte er sich in seinem Wohnort Niederkassel ein Tonstudio eingerichtet, in dem er mit eigenem Material experimentierte und lokale Bands produzierte, zum Beispiel „Stallion“. Zudem dozierte er an der Akademie Remscheid unter der Leitung von Peter Bursch und unternahm Promotionstourneen mit Detlef Kessler (Ex-Herbert Grönemeyer, heute AMA Verlag) und Andreas Lonardoni (Anne Haigis). Er unterhielt Endorsement-Verträge mit den Unternehmen Mesa/Boogie, Gibson und Lexicon. 1986 produzierte er für Teldec die späteren Lindenbergmusiker und Co-Produzenten Kieran und Lukas Hilbert. Diese hatten als 14-Jährige mit ihrem Titel Isabell 1985 das NDR-Hörfest und ihren ersten Schallplattenvertrag als „Deutschlands jüngste Rockband“ gewonnen.

### Birth Control
Einer Krankheit zum Trotz begann 1993 die Zusammenarbeit mit Birth Control. Das erste Konzert der Wiedergeburt von Birth Control nach zehn Jahren mit Gründungsmitglied Bernd Noske († 2014) fand am 21. August 1993 statt. Klein spielte wieder live seine bevorzugten Improvisationen. Die Formation bestand bis 1995.
1997 produzierte Klein die CD „Cancer & Aquarius“ mit und für Dennis Hormes. Hierzu spielte er neben Martin Engelien auch selbst E-Bass, am Schlagzeug spielte Dieter Steinmann.

### Krankheit und Tod
Krankheitsbedingt beschränkte sich Rocco auf experimentelle Musik im heimischen Studio und am Computer. Zudem interessierte er sich intensiv für Astrologie und die Krankheitsheilung durch Mineralien. Seinen aufkeimenden Wunsch nach weiteren Livekonzerten konnte er nicht mehr verwirklichen.
Rolf „Rocco“ Klein starb am 2. Januar 2015 nach langer Krankheit in seinem letzten Wohnort Bad Breisig, wo er am 15. Januar 2015 auf dem Waldfriedhof „RheinRuhe“ bestattet wurde.

## Rezeption
„Rocco war extrem wichtig für die Bonner Musikszene und ein Vorbild für ganz viele Nachwuchsgitarristen“, so Dieter Roesberg, Chefredakteur des Musikmagazins Gitarre & Bass.
„Rocco war ungemein virtuos, sicherlich der erste in der Bonner Musikszene, der diese fließenden Linien in sein Spiel einbaute und die Latte für alle anderen Musiker ziemlich hoch hängte“, so Volkmar Kramarz, Lehrbeauftragter in der Abteilung für Musikwissenschaft/Sound Studies der Rheinischen Friedrich-Wilhelms-Universität Bonn.

## Diskografie
Mit Klaus Lage
- Schweißperlen (EMI; 1984)
- Heiße Spuren (EMI; 1985)
- Mit meinen Augen – live (EMI; 1986)
- Amtlich (EMI; 1987)

Mit Birth Control
- Condomium, (Affengeil Records; 1993)